# Francisco de Alvarado
Francisco de Alvarado fue un religioso español.

## Biografía
Nació a mediados del siglo XVI en el seno de una familia ilustre, originaria de Limpias. Recibió una esmerada educación literaria y siguió la carrera eclesiástica.
En Burgos obtuvo la dignidad de arcediano de Briviesca. Hacia el año 1576 se trasladó a Roma, donde fue nombrado protonotario apostólico.
Vivía aún a principios del siglo XVII.

## Obras
Se dedicó a la escritura y la traducción, y publicó las siguientes obras:
- Frutos admirables de los que hazen limosna, obra que tradujo;
- Vida de la princesa de Parma, traducida del italiano; y
- Una composición poética incluida en la Justa poética en honor de san Isidro de Lope de Vega.